# Место действия
Ме́сто де́йствия — структурный элемент художественного произведения, определяющий пространственную локализацию описываемых событий. Место действия является частью сеттинга художественного произведения.
Место действия имеет различное значение для жанров и видов искусства. Для лирики, оперирующей образами, место действия, как правило, незначимо, и требует подробного представления только в особом виде поэзии — описательной. Одним из важнейших категорий оно становится для эпического жанра, где превращается не только в необходимый фон для развития событий, но и играет роль в характеристике действующих лиц. Ещё большее значение место действия имеет в драме, поскольку в этом жанре происходит овеществление места действия. При этом одним из ограничений становятся технические возможности театра, которые с успехом преодолеваются в кинематографе, лишённом любых границ в изображении мира художественного произведения.